# Pinar Budak
Pinar Budak (Wuppertal, RFA, 19 de noviembre de 1982) es una deportista alemana que compitió en taekwondo. Ganó dos medallas en el Campeonato Europeo de Taekwondo en los años 2005 y 2006.

## Palmarés internacional
| Campeonato Europeo | Campeonato Europeo | Campeonato Europeo | Campeonato Europeo |
| Año                | Lugar              | Medalla            | Categoría          |
| ------------------ | ------------------ | ------------------ | ------------------ |
| 2005               | Riga (Letonia)     | Medalla de bronce  | –59 kg             |
| 2006               | Bonn (Alemania)    | Medalla de oro     | –59 kg             |